# Алан Макклетчі
Алан Макклетчі  (англ. Alan McClatchey, 16 вересня 1956) — британський плавець, олімпійський медаліст.

## Виступи на Олімпіадах
| Олімпіада     | Дисципліна                            | Місце     |
| ------------- | ------------------------------------- | --------- |
| Монреаль 1976 | плавання на 200 метрів вільним стилем | 4 h7 r1/2 |
| Монреаль 1976 | плавання на 400 метрів вільним стилем | 3 h5 r1/2 |
| Монреаль 1976 | естафета 4 × 200 вільним стилем       | 3         |
| Монреаль 1976 | 400 метрів, комплексне плавання       | 3 h1 r1/2 |